# Асяновская волость
Асяновская волость — волость в Бирском уезде Уфимской губернии. Волостной центр — деревни Усь-Буля, Асяново (в 1879 и в 1923), с. Дюртюли (с 1923).
Ныне территория Дюртюлинского и Чекмагушевского районов Республики Башкортостан Российской Федерации.

## География
В 1916 году граничила: на северо‑западе с Исмаиловской волостью, на севере — Анастасьевской волостью, на северо-востоке — Ельдякской волостью, на юго-востоке — Московской волостью, на юго-западе — Белебеевским уездом.

## История
Образована в 1860-70‑е гг. в основном из населённых пунктов Ельдякской волости. С 1922 входила в состав Бирского кантона.
В 1923 в состав волости включена Исмаиловская волость, часть волости вошла в состав Калмыковской волости.
Упразднена в 1930 году.

## Состав
В 1896 году — 48 населённых пунктов (в том числе 8 мельниц, пасека, пристань, этапный дом), в 1917 — 37 (сс. Асяново, Гублюкучуково, Иванаево, Казакларово, Каралачук, Куккуяново, Кушулево, Нижнеаташево, Нижнекаргино, Нижнеманчарово, Новобиктово, Старосултанбеково, Суккулово, Таймурзино, Такарликово, Учпили, Юкаликулево, дд. Аргамак, Атсуярово, Аюкашево, Верхнекаргино, Ельдяк, Зейлево, Казы-Ельдяк, Каишево, Мамадалево, Маньязыбаш, Назитамак, Султанбеково, Тамаково, Уткинеево, Юкаликуль, Юнтиряк, ныне входят в Дюртюлинский р‑н), в 1926 — 92.
По данным на 1913 год входили 37 населённых пунктов
- Аргамакова
- Асянова
- Атсуярова
- Верхне-Каргина
- Верхне-Мончарова
- Гублюкучукова
- Зейлева
- Иванаева
- Казакларова
- Казы-Ельдякова
- Камилева
- Каралачукова
- Куккуянова
- Кутулева
- Мало-Бишкуразова
- Мало-Казакларова
- Мамадалина
- Миньязибашева
- Назитамак
- Нижне-Аташева
- Нижне-Каргино
- Нижне-Мончарова
- Ново-Ельдякова
- Ново-Зейлева
- Новый Султанбек
- Старый Султанбек
- Суккулова
- Султина
- Тоймурзина
- Токарликова
- Токталикулева
- Томакова
- Усь-Буля
- Уткинеева
- Учпили
- Юкаликулева
- Юнтерякова

## Население
В 1906 году проживало 25546 человек, в 1926 — 25994.

## Инфраструктура
По справочнику 1906 года — 4554 дворов, в 1920 — 6139.
В 1906 действовали 37 мечетей, 2 школы, медресе, 2 кузницы, 14 мельниц, 37 хлебозапасных магазинов, 25 бакалейных лавок. Еженедельно проводились базары по вторникам в д. Султино, по воскресеньям в Асяново.